# Francisco Serrano Castro
Francisco de Asís Serrano Castro (Madrid, 21 de marzo de 1965) es un abogado y político español, exdiputado autonómico del Parlamento de Andalucía y expresidente del grupo parlamentario de VOX en dicho legislativo. En julio de 2020 dejó su acta de parlamentario autonómico y sus cargos en VOX, tras ser imputado por un fraude de 2,5 millones en ayudas públicas.

## Biografía
Nacido en Madrid, a los once años se trasladó a Sevilla. Se licenció en Derecho por la Universidad de Sevilla en 1987.

### Carrera judicial
Comenzó a ejercer la judicatura en el año 1990, siendo su primer destino el de Juez de 1ª Instancia e Instrucción n.º 1 de Valverde del Camino (Huelva). También ha sido fiscal, aunque ha permanecido siempre en excedencia. 
Fue promovido a la categoría de Magistrado en 1998, desempeñando la plaza de Juez en el Juzgado de primera instancia n.º 7 de Sevilla (Familia).
Su primera actuación judicial que se vio envuelta por la polémica tuvo lugar a finales de la primera década del siglo XXI. Se trató de los sucesivos aplazamientos de la resolución de la petición de la recuperación de la tutela de sus dos hijos por una mujer rehabilitada de su alcoholismo. La Audiencia Provincial de Sevilla tuvo que intervenir y grupos feministas pidieron al Consejo General del Poder Judicial que lo expedientara. Finalmente la mujer fue indemnizada con más de un millón de euros por el daño moral y psicológico sufrido.
En 2011 fue inhabilitado por ampliar un día y medio la custodia de un padre separado sobre su hijo, cambiando el régimen de visitas del menor establecido por otro juzgado. Pretendía supuestamente salvaguardar el deseo del menor de salir como paje en una procesión de la Madrugá sevillana. La madre del niño denunció al juez y éste fue finalmente condenado por prevaricación dolosa. En un principio la inhabilitación del Tribunal Superior de Justicia de Andalucía, Ceuta y Melilla se limitaba a dos años, pero el Tribunal Supremo la elevó a diez años, imponiendo además una multa de 2.160 euros como responsable criminal. El Alto Tribunal sentenció que Serrano era consciente de incumplir su deber jurisdiccional. Serrano ha asegurado no arrepentirse de la resolución que dictó y sostiene que las «críticas a la ideología de género» está detrás de su inhabilitación.
Después de interponer un recurso de amparo y estimarse parcialmente su demanda, Serrano fue rehabilitado por el Tribunal Constitucional el 26 de octubre de 2016, anulándose así la sentencia del Tribunal Supremo. Sin embargo, en julio de 2017 el Tribunal Constitucional rechazó su demanda de ejecución de sentencia porque no se acompañaba la resolución del CGPJ en la que se denegaba su reingreso en la carrera judicial. Serrano recurrió ante la Sala Tercera del Tribunal Supremo, quien ordenó al CGPJ su inmediato reingreso a la carrera judicial en noviembre del mismo año.

### Bufete de abogados (2012-presente)
Tras haber sido inhabilitado para ejercer la carrera judicial, en septiembre de 2012 abrió en Sevilla un bufete de abogados especializado en Derecho de familia. Tras conseguir el pronunciamiento favorable de la sala Tercera del Tribunal Supremo, que acordó su rehabilitación definitiva en la carrera judicial y tras pasar por el juzgado de familia de Badalona, obtuvo la excedencia voluntaria para dedicarse a la política.

### Trayectoria política
En 2014 se afilió al partido Vox y fue el único candidato que se presentó a las primarias para las elecciones autonómicas en Andalucía de 2015. Se define como conservador, partidario de una derecha que tradicionalmente representaba el Partido Popular. Se ha declarado públicamente como provida, defensor de la nación española, los valores de la familia natural y la igualdad. Según el diario La Vanguardia, una de las bases de su ideología es el antifeminismo. En las elecciones autonómicas andaluzas celebradas en marzo de 2015, Vox no obtuvo representación parlamentaria —sólo consiguió 18 000 votos, el 0,5 %—.
El 2 de diciembre de 2018 Francisco Serrano se volvió a presentar como candidato a Presidente de la Junta de Andalucía por el partido político Vox y obtuvo 12 escaños al Parlamento de Andalucía, apareciendo Vox por primera vez en su historia en un parlamento autonómico.
Poco antes de las elecciones andaluzas, fue muy polémico un tuit que escribió en defensa de la líder de Ciudadanos en Cataluña, Inés Arrimadas, a quien una mujer había pedido en un mensaje que la violaran en grupo. Serrano escribió refiriéndose a esa mujer: «A esta desgraciada no creo que nunca la violen ni en grupo ni en cuadrilla, ni con alevosía o nocturnidad. Todo mi apoyo a @Inesarrimadas».
Además de militar en Vox, Serrano lidera el movimiento de algunas asociaciones del distrito sevillano de La Macarena que piden la eliminación de albergues y comedores sociales argumentando que «los sintecho fomentan la inseguridad». También ha encabezado la oposición a la construcción de un centro de acogida para inmigrantes a iniciativa de la Cruz Roja, utilizando argumentos que identifican inseguridad con inmigración.
En junio de 2019 volvió a estar en el centro de la polémica a raíz de la crítica que hizo de la revisión de la sentencia del caso de La Manada en la que el Tribunal Supremo aumentó la pena a quince años de prisión tras establecer que sí que había habido violación. Serrano Castro consideró que la sentencia del Supremo estaba "cargada de condicionantes mediáticos y políticos" y que “se nota que es una sentencia dictada por la turba feminista supremacista”, advirtiendo que constituiría «un torpedo directo contra la heterosexualidad, contra las relaciones libres entre hombres y mujeres. Más liberticidio progre» [sic]. Su propio partido Vox lo desautorizó.
En julio de 2020 presentó su dimisión como presidente de Vox en Andalucía debido a una querella de la fiscalía superior por un presunto fraude de subvenciones por una ayuda pública de 2,5 millones. En junio de 2023, la Fiscalía de Sevilla solicitaba seis años de prisión para Serrano, así como la apertura de juicio oral por el presunto delito de estafa.

## Obras publicadas
Ha publicado varios libros de referencia sobre derecho de familia. También ha escrito ensayos de ciencias sociales. Sus obras más conocidos son Un divorcio sin traumas (Almuzara, 2009) y La dictadura de Género (Almuzara, 2012).